# CSG Het Streek (Ede)

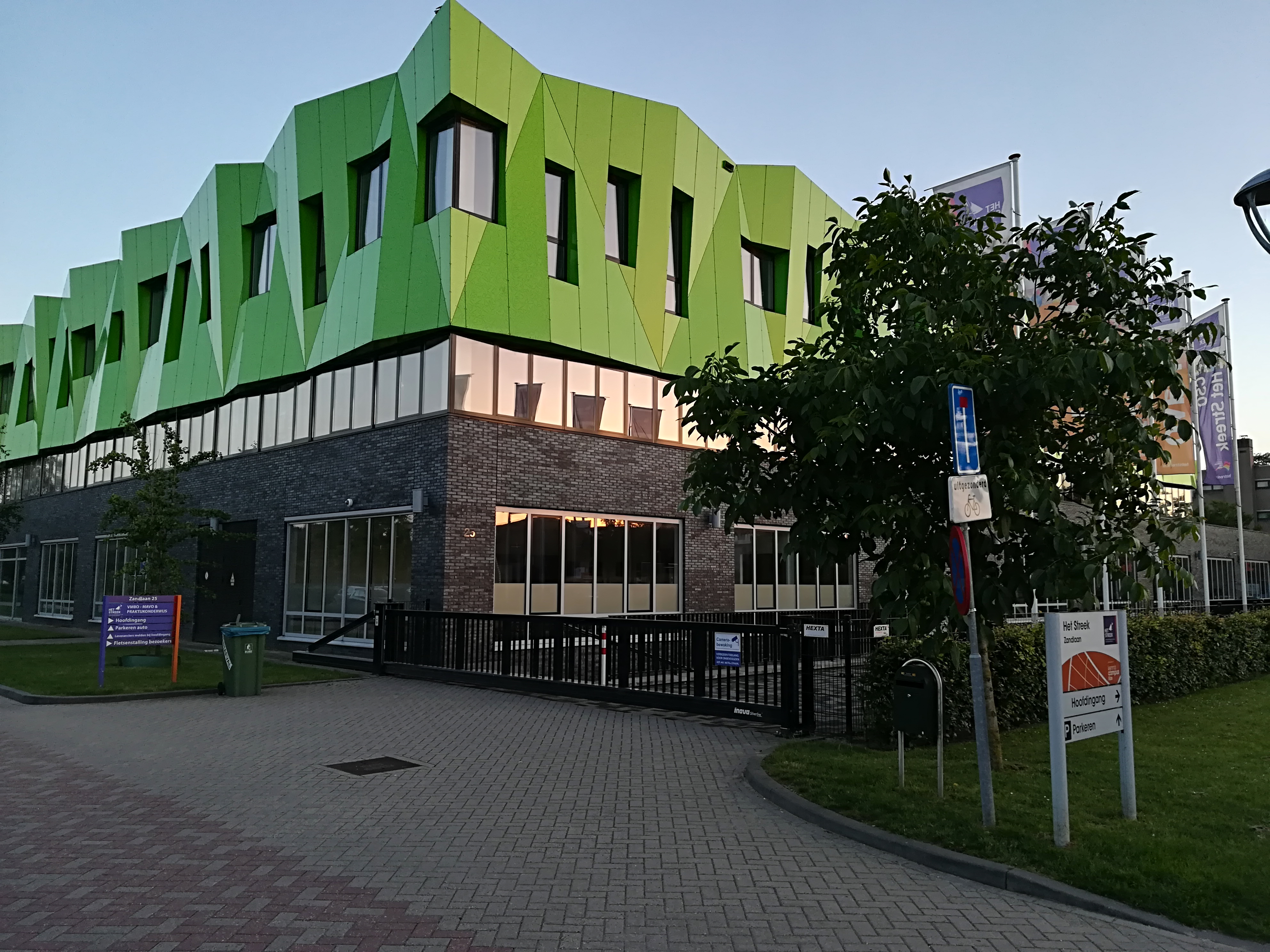
Het Streek College aan de Zandlaan

CSG Het Streek is een christelijke scholengemeenschap, opgericht in 1995, die is gevestigd in Ede. Het Streek telt 2 locaties en 1 hoofdbureau. In totaal zijn er ongeveer 2.200 leerlingen en 330 medewerkers op Het Streek.
Het Streek biedt de volgende onderwijsstromen aan: gymnasium, technasium, atheneum, havo, vmbo, mavo en praktijkonderwijs.

## Geschiedenis
Sinds 1937 was er één school voor hoger voortgezet onderwijs in Ede: het Marnix College. De brede religieuze opvatting van deze school werd echter niet door iedereen gewaardeerd met als gevolg dat in 1960 door de meer orthodoxe protestanten een eigen middelbare school opgericht: het Christelijk Streeklyceum. In de volksmond werd deze school 'Het Streek' genoemd. (nu de locatie aan de Bovenbuurtweg).
In 1995 fuseerde een aantal zelfstandige scholen waaronder het Streeklyceum tot een nieuwe scholengemeenschap. Omdat het Streek goed bekendstond in Ede en omgeving werd er besloten deze naam aan te dragen voor de nieuwe scholengemeenschap.

## Locaties
Het Streek is verdeeld over twee locaties in Ede-Zuid.
- Het Streek Lyceum

Deze locatie is gevestigd aan de Bovenbuurtweg 1, Ede. Dit is verreweg de grootste locatie van Het Streek met ruim 1500 leerlingen en 130 medewerkers. Hier worden de volgende onderwijsstromen aangeboden: gymnasium, technasium, atheneum, havo en mavo. In 2023 zijn ze begonnen met een nieuw schoolgebouw wat in het schooljaar 2024-2025 in gebruik is genomen.
- Het Streek College:

Deze locatie werd in 2011-2012 gebouwd en is met ingang van het seizoen 2012-2013 in gebruik genomen. Deze locatie bevindt zich aan de Zandlaan in Ede-Zuid. dit is op geringe afstand van het gebouw aan de Bovenbuurtweg. Op de Zandlaan wordt vmbo (BB/KBL/TL/GL), mavo, mavo/havo en praktijkonderwijs aangeboden. 

### Voormalige locaties
Tot het schooljaar 2006-2007 kende de school locatie Haverlanden in Wageningen, deze is tijdelijk opgegaan in het Pantarijn en wordt nu afgebroken. De locatie Bunschoterweg (Voormalige Bospoortmavo) in Ede is in 2004 opgeheven.
- Amsterdamseweg (ADW)

Deze locatie bevond zich aan de Amsterdamseweg 56 in Ede. Op deze locatie werd het vmbo (BB/KBL/TL) aangeboden. De locatie telde ongeveer 600 leerlingen en 90 medewerkers. Deze school was voorheen bekend als de LTS. De locatie is in 2012 gesloten in verband met de nieuwbouw aan de Zandlaan.
- Oranjelaan (ORL)

Deze locatie was gevestigd aan de Oranjelaan 7 in Ede. Op deze locatie werd enkel praktijkonderwijs aangeboden. De locatie bood ruimte aan 150 leerlingen. Deze locatie is in 2012 gesloten in verband met de nieuwbouw aan de Zandlaan.
- Bennekom (BKM)

Dit was de enige locatie die zich in Bennekom bevond. De school was voorheen bekend onder de naam Mavo Vossenvelde. Op deze locatie werden in de onderbouw havo en vmbo aangeboden. In de bovenbouw alleen vmbo (GL/TL). Er zaten ongeveer 470 leerlingen op deze locatie. Deze locatie is in 2012 gesloten in verband met de nieuwbouw aan de Zandlaan in Ede.

## Activiteiten
Op Het Streek vinden ook een aantal activiteiten plaats. Deze worden aangedreven door zowel leerlingen als docenten en medewerkers.
- Leerlingenraad (LLR)

Een groep met leerlingen uit ieder leerjaar. Ze vertegenwoordigen alle leerlingen van de school. Ze komen op voor de rechten en belangen van de leerlingen. Ook helpen ze met het oplossen van probleem.
- One

Dit is een groep met christelijke leerlingen die regelmatig in de pauzes bij elkaar komt om samen te bidden en te zingen. Ook organiseert deze groep avonden waarbij sprekers worden uitgenodigd.
- Onesiforus

Dit is de feestcommissie van Het Streek Lyceum, die jaarlijks aan het begin van het schooljaar in de zogenaamde  "Stuntweek" wordt gekozen. Ze organiseren activiteiten als schoolfeesten of filmavonden. Dit feestbestuur bestaat uit leerlingen uit het pre-examenjaar.
- Streekbuis

De schoolkrant van Het Streek Lyceum. Deze verschijnt 4 tot 5 keer per jaar. Deze krant wordt samengesteld door een redactie bestaande uit leerlingen onder supervisie van een leraar. De schoolkrant is bedoeld als spreekbuis voor zowel leerlingen als docenten.

## Bekende ex-leerlingen
- Kimberley Bos, Olympisch skeletonster;
- Bernd van den Bos, Nederlandse muzikant en componist (tv- en theaterproducties);
- Mark Harbers, Voormalig Tweede Kamerlid, Staatssecretaris van Justitie en Veiligheid en Minister van Infrastructuur en Waterstaat;
- De bandleden van Trinity (Johan, Elbert en Niek Smelt en Bert Bos);
- Marcel Veenendaal, Leadzanger van de band DI-RECT;
- Pim van Galen, politiek verslaggever;
- Rogier Pelgrim, Singer-songwriter, Radio / podcast host EO;
- Reyer van Drongelen, Christelijke zanger en producer;
- Ruben den Uil, trainer van Excelsior Rotterdam;
- Rence van der Wal, voormalig profvoetballer;
- Joris Marseille, presentator NOS Jeugdjournaal